# AX (periodico)
AX (アックス?) è una rivista bimestrale antologica giapponese, specializzata in manga alternativi e d'avanguardia, pubblicata dall'editore Seirin Kōgeisha (青林工藝舎?) dal 1998.

## Storia
Dopo la crisi della rivista antologica Garo in seguito alla morte del suo fondatore Katsuichi Nagai nel 1996, sebbene questa continuò, con pause, a pubblicare fino al 2002, parte del suo staff ne uscì fondando il 7 luglio 1997 una nuova casa editrice: la Seirin Kōgeisha con Noriko Tetsuka come direttore. Molti dei più significativi collaboratori di Garo li seguirono e, nel febbraio 1998, nacque AX che in qualche modo divenne erede della stessa rivista Garo. Negli anni successivi AX si è imposta come principale rivista del manga alternativo in Giappone, dove autori e artisti, liberi da vincoli commerciali, presentano opere di generi diversi, ma sempre sperimentali, imprevedibili e innovative.Il manga viene liberato dalla standardizzazione stilistica, dalla catena di montaggio della produzione settimanale, dall'esercito di assistenti, dai compromessi commerciali, dalle rigide direttive editoriali, dai sondaggi di popolarità. 

## Autori associati adAX[1]
- Osamu Kanno
- Yoshihiro Tatsumi
- Imiri Sakabashira
- Takao Kawasaki
- Ayuko Akiyama
- Shigeniro Okada
- Takao Yamamoto
- Toranosuke Shimada
- Yuka Goto
- Mimiyo Tomozawa
- Takashi Nemoto

- Yusaku Hanakuma
- Namie Fujieda
- Mitsuhiko Yoshida
- Kotobuki Shiriagari
- Shinbo Minami
- Shinya Komatsu
- Einosuke
- Yuichi Kiriyama
- Saito Yunosuke
- Akino Kondo
- Tomohiro Koizumi

- Shin'ichi Abe
- Seiko Erisawa
- Shigeyuki Fukumitsu
- Kataoka Toyo
- Hideyasu Moto
- Keizo Miyanishi
- Hiroji Tani
- Otoya Mitsuhashi
- Kazuichi Hanawa